# X-Magazin
Az X-Magazin egy sci-fi ismeretterjesztő havilap volt.

## Története
1996. decembere és 1998. februárja között 15 számot ért meg, a SEFANTOR Lap- és Könyvkiadó Bt. gondozásában.
A főszerkesztő Ficsor Zoltán, a felelős szerkesztő Pusztay István volt.

## Munkatársak
Dudás Dezső, Erdődi Károly, Hunyadi Csaba, Kasza Magdolna, Kovács „Tücsi” Mihály, Papp Ibolya, Szélesi Sándor, Tanaka-Pelle Edit, Trethon Judit, Vásárhelyi Lajos

## Lapszámok
Évek | Lapszámok

1996 | 1

1997 | 1,2,3,4,5,6,7,8,9,10,11,12 

1998 | 1,2